# Ditassa pauciflora
Ditassa pauciflora är en oleanderväxtart som beskrevs av Joseph Decaisne. Ditassa pauciflora ingår i släktet Ditassa och familjen oleanderväxter. Inga underarter finns listade i Catalogue of Life.